# Struwwelpeter
Struwwelpeter, in het Nederlands vertaald als Piet de Smeerpoets of Smeerpoets, is een geïllustreerd kinderboek, geschreven door de Duitse arts en schrijver Heinrich Hoffmann (1809-1894) en voor het eerst gepubliceerd in 1845. Het boek is met name bedoeld om kinderen te waarschuwen voor de consequenties van slecht, ongemanierd of gevaarlijk gedrag. Het boek bestaat uit tien korte verhalen die allemaal een waarschuwing bevatten, vaak door de wrede afloop.

## Inhoud
- Struwwelpeter (Nederlands: Piet de Smeerpoets) gaat over een jongen die altijd onverzorgd op pad gaat en voortdurend voor paal staat.
- Die Geschichte vom bösen Friederich (Klaas de plaaggeest of De geschiedenis van wrede Jan) gaat over een jongen die dieren pest. Uiteindelijk wordt hij gebeten door een hond. Terwijl de jongen bloedend op de grond ligt eet de hond zijn worstje op.
- Die gar traurige Geschichte mit dem Feuerzeug (De allerdroevigste geschiedenis met de zwavelstokjes of Lucifers) gaat over een meisje dat met lucifers speelt en uiteindelijk helemaal tot as verbrandt. De poezen huilen om haar dood.
- Die Geschichte von den schwarzen Buben (De zwarte jongens) gaat over drie jongens die een zwarte jongen om zijn huidskleur uitlachen. De 'grote Nicolaas' grijpt in en gooit de jongens in een grote pot met inkt, zodat ze voortaan zelf zwart zijn.
- Die Geschichte von dem wilden Jäger (De wilde jager) is iets anders omdat het geen waarschuwing bevat voor kinderen. Een haas weet het geweer van een jager af te pakken. In de chaos die ontstaat, valt de jager in een put.
- Die Geschichte vom Daumenlutscher (De geschiedenis van de duimzuiger) gaat over een jongen die op zijn duimen zuigt. Zijn moeder waarschuwt hem om hiermee te stoppen maar de jongen gaat toch door wanneer zijn moeder van huis is. Opeens komt een kleermaker met een grote schaar uit de kast en knipt de duimen van de jongen af.
- Die Geschichte vom Suppen-Kaspar (De geschiedenis van Soep-Hein) gaat over een kind dat zijn eten (soep) niet wil eten. Hij wordt steeds magerder totdat hij overlijdt. De soeppot wordt op zijn graf gezet.
- Die Geschichte vom Zappel-Philipp (Wip-Flip of De geschiedenis van Philip de schommelaar) gaat over een jongen die op zijn stoel wipt tijdens het eten. Op een dag valt hij achterover en trekt het tafelkleed met alles erop met zich mee.
- Die Geschichte von Hans Guck-in-die-Luft (Hans-Kijk-in-de-lucht) gaat over een jongen die niet oplet tijdens het lopen. Op een dag valt hij daardoor in het water. Hij wordt gered maar is wel zijn schrift kwijt.
- Die Geschichte vom fliegenden Robert (Vliegende Robert) gaat over een jongen die tijdens een storm naar buiten gaat, met een paraplu. Doordat hij een paraplu heeft wordt hij weggeblazen en verdwijnt hij in de verte.

## Personages

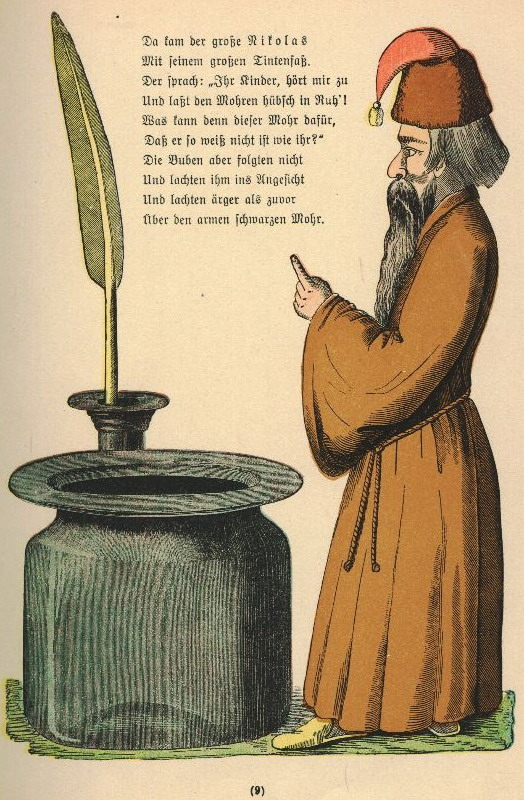

Uit Struwwelpeter:
Daar kwam de groote Nik'laas aan,
Die had een' inkt pot voor zich staan,
Zoo groot, ja, grooter dan de maan.
Hij sprak: 'Komt kind'ren, hoort mij aan,
En laat dien moor met vrede gaan!
Het is zijn schuld toch waarlijk niet.'
Dat hij zoo zwart als steenkool ziet'

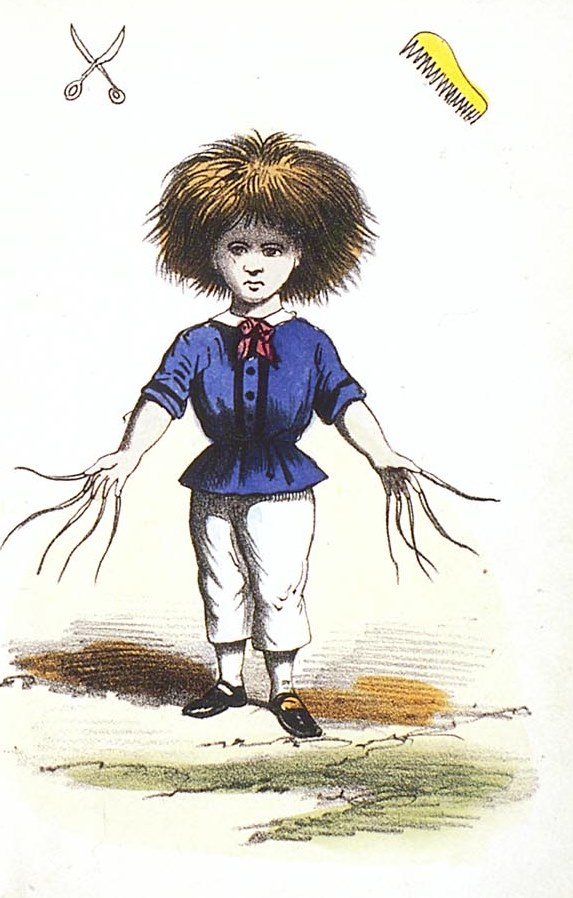
Piet de Smeerpoets (afb. ca. 1860)
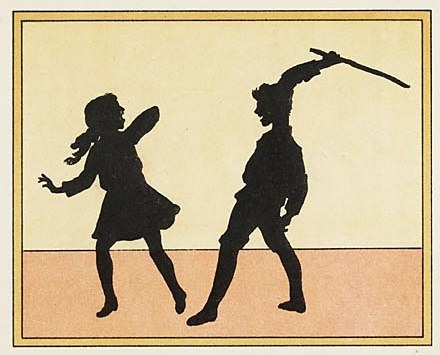
Klaas de plaaggeest (afb. ca.1905)
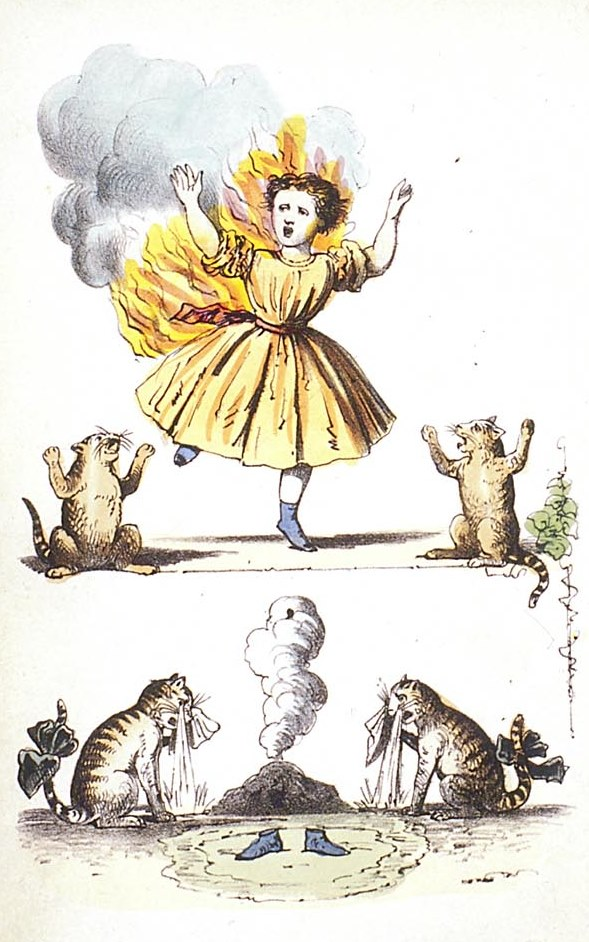
Paulientje (ca.1860)
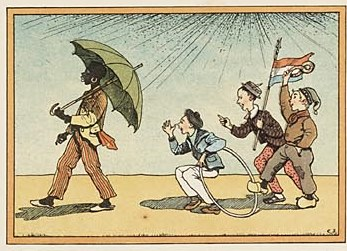
De zwarte jongens (ca.1905)
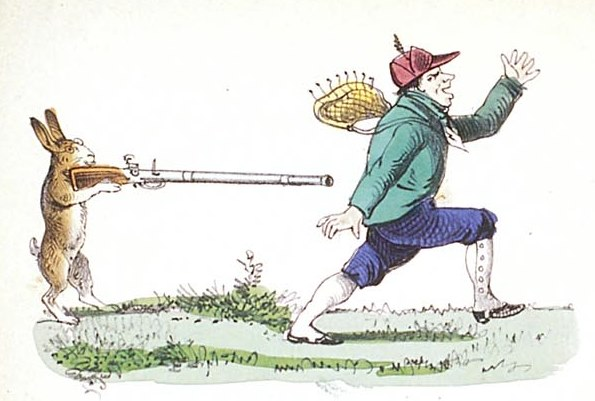
De wilde jager (ca. 1860)

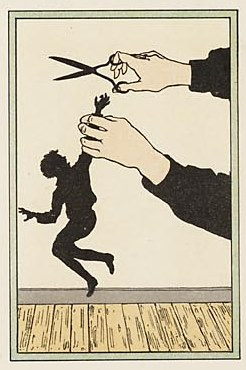
De duimzuiger (afb. ca. 1905)
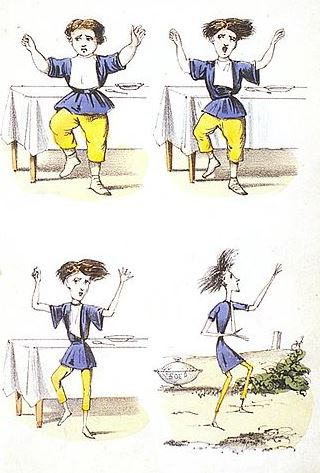
Soep-Hein (ca.1860)
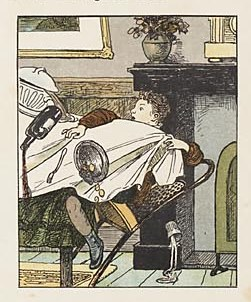
Wip-Flip (1905)
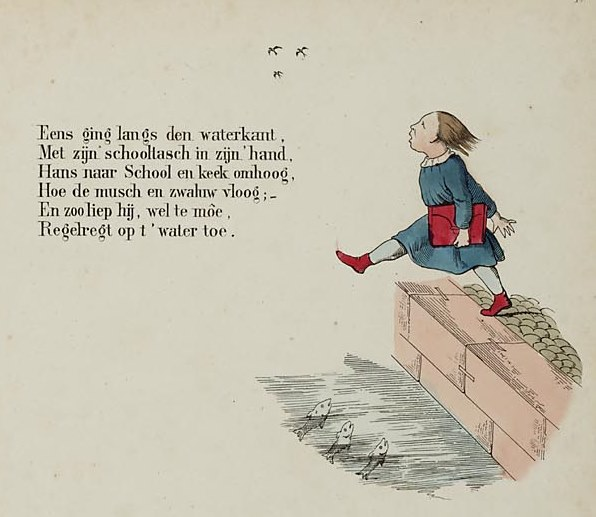
Hans Kijk-in-de-lucht (1849)
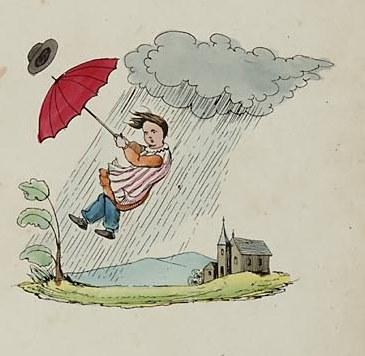
Vliegende Robert (1849)

## Trivia
- Moriaantje zo zwart als roet is gebaseerd op het verhaal Geschichte von den schwarzen Buben
- De term 'Suppen-Kaspar' wordt in Duitsland ook nu nog steeds gebruikt voor kinderen die hun bord niet leegeten.
- In het lied "Hilf mir" op het album Rosenrot verwijst de Duitse muziekgroep Rammstein naar het meisje Pauline dat zichzelf in het derde verhaal van Struwwelpeter in vuur en vlam zet.

## Nederlandse vertalingen (selectie)
- Heinrich Hoffmann: Piet de smeerpoets, of Vrolijke verhalen met leuke platen. Vert. uit het Duits door Jan Kuijper (et al.). Amsterdam, Querido, 2000. ISBN 90-214-6678-3
- Heinrich Hoffmann: Piet de Smeerpoets. Een aardig prentenboek met leerzame vertellingen. Vertaling door W.P. Razoux ; nawoord vertaald door Ingeborg Lesener. Utrecht, A.W. Bruna & Zoon, 1977. ISBN 90-229-4096-9
- Piet de Smeerpoets. Vroolijke verhaaltjes en grappige prentjes, naar Struwelpeter.  Door Oom Gus, geïllustreerd door C. Spoor. Amsterdam, H. Meulenhoff, 1922
- Een aardig prentenboek met leerzame vertellingen, naar het beroemde Hoogduitsche kinderwerk "Der Struwwelpeter" . Bewerkt door W.P. Razoux. Schiedam, H.A.M. Roelants, [1848]